# Gheorghe Olteanu
Gheorghe Olteanu (* 21. Mai 1926 in Fundata) ist ein ehemaliger rumänischer Skilangläufer.
Olteanu, der für den CSC Armata București und den Dinamo Brașov startete, gewann von 1950 bis 1956 elf nationale Titel und kam im Februar 1952 in Oslo bei seiner einzigen Teilnahme an Olympischen Winterspielen auf den 22. Platz über 50 km. Zwei Jahre später belegte er bei den Nordischen Skiweltmeisterschaften in Falun den 49. Platz über 30 km und den 14. Rang mit der Staffel. Nach seiner Karriere als Skilangläufer war er als Trainer beim Dinamo Brașov tätig.